# Сахура
Сахура́ — фараон Древнего Египта, правил приблизительно в 2487—2475 гг. до н. э.; из V династии.

## Правление

### Происхождение и родственные отношения
Сахура наследовал непосредственно Усеркафу. Происхождение и родственные отношения Сахура лежат большей частью за гранью известности. Для их реконструкции часто поднимается предание более поздних времён. Так рассказ из папируса Весткар утверждает, что все три первых фараона V династии, а именно Сахура, его предшественник Усеркаф и его наследник Нефериркара Какаи были братьями-близнецами, рождёнными женой жреца Ра из Гелиополя Реджедет. Последняя идентифицируется в большинстве случаев исследований с Хенткаус, которая считается «матерью-родоначальницей» V династии и в современных ей надписях названа «матерью двух царей Верхнего и Нижнего Египта». Она воспринимается в большинстве случаев как мать Сахура и Нефериркара Какаи.
Подтверждением того, что Нефериркара был братом Сахура является размещение его имени в рельефах заупокойного храма пирамиды Сахура. Родственные отношения с Усеркафом также до конца не выяснены. Усеркаф частично принимается как супруг Хенткаус и, таким образом, как возможный отец Сахура, частично, однако, как её сын и таким образом брат Сахура.
Возможно, существовало также родственное отношение к царице по имени Неферхетеп (Neferhetepes), которая, вероятно, идентична с одноимённой дочерью Джедефра и была погребена в пирамиде, расположенной непосредственно рядом с пирамидальным комплексом Усеркафа. Так как Сахура производил работы по реставрации в её поминальном храме, существует предположение, что это она была его матерью, а не Хенткаус.
Единственной известной супругой Сахура была Неферетханебти (Neferethanebti). 
Известны имена четырёх сыновей фараона: это Хоремсаф (Horemsaf), Хакара (Chakare), Нетджериренра (Netjerirenre) и Небанхра (Nebanchre), но рождены ли они от брака с Неферетханебти не выяснено. Как супруга, так и сыновья Сахура известны исключительно только по надписям в его заупокойном храме.

### Срок правления
Срок правления Сахура, в отличие от других властителей Древнего царства, известен весьма точно, на основе сравнительно хорошего изложения источников. Он составляет примерно от 12 до 13 лет, на что указывают как современные источники, так и значительно позже возникшие тексты. Туринский папирус называет 12 лет правления Сахура. Хотя имя фараона в этом списке не сохранилось, а сохранилось лишь число лет правления, которые следуют за именем Усеркафа с его 7-ю годами правления. Имя Усеркафа также сохранилось не полностью.
Манефон называет Сахура Сефресом (др.-греч. Σϵϕρής) и отводит ему 13 лет правления. Наиболее ранняя достоверная дата — «год после 6-го (или 7-го?) подсчёта», под чем понимали подсчёт по всей стране скота с целью взимания налогов. Однако проблема заключается в том, что эти подсчёты, проводившиеся обычно раз в два года, иногда проводились и каждый год.
Хроника Палермского камня передаёт события 2-3, 5-6 и заключительного года правления Сахура. Указанные даты включают в себя 4 «года подсчёта скота» и 3 «года после подсчёта». Документ отмечает шесть (или семь) подсчётов рогатого скота, который подразумевает правление, по крайней мере, в течение 12 полных лет, если этот счёт рогатого скота проводился один раз в два года, что характерно для V династии. Если предположить, что самой поздней датой правления Сахура является «год после 6-го подсчёта» (а не «год после 7-го подсчёта», как утверждает Уилкинсон), то это означает, что Сахура умер на 13-м году своего правления и его правление составляло 13 лет 5 месяцев и 12 дней.
Единственной большой проблемой является, указание Людвига Борхардта, который обнаружил пирамиду Сахура в начале XX века, на «12-й год подсчёта», что означало бы удваивание лет правления Сахура. Однако Борхардт не отметил где помещалась эта надпись и не выполнил ни её зарисовки ни её фотографии. Возможно эта дата могла происходить от позднейших мероприятий реставрации или быть указанной посетителем храма при пирамиде.

### Имена фараона
Имя Сахура означает «Прибытие Ра ко мне» или «Тот кого коснулся Ра». В качестве хорового имени он принял имя Небхау, «Владыка в его восхождении» или что-то в этом роде. Второй слог в этом имени представлял собой слово, обозначающее как появление восходящего солнца на восточном горизонте, так и «появление» фараона на церемонии коронации.
| G5 |

| G5 |

| V30 · N28 | G43 |

| V30 · N28 | G43 |

| G16 |

| G16 |

| G16 | V30 · N28 | G43 |

| G16 | V30 · N28 | G43 |

| G8 |

| G8 |

| G7 · G7 · S12 |

| G7 · G7 · S12 |

| nswt&bity |

| nswt&bity |

| N5 | D61 | G43 |

| N5 | D61 | G43 |

| N5 | D61 | G43 |

| N5 | D61 | G43 |

| N5 | D61 | G43 |

| N5 | D61 | G43 |

| N5 | D61 | G43 |

| N5 | D61 | G43 |

### Деятельность Сахура
Важным документом рассказывающим о событиях правления Сахура, является Палермский камень. В нём говорится в основном о религиозной деятельности фараона, перечисляются земельные наделы и пожертвования для различных божеств, а также изготовление барок и статуй. Упоминается большое владение, выделенное для содержания солнечного храма Сахура. Небольшой участок земли был передан святилищу богини Хатхор, находившемуся в припирамидном храме Сахура. 
Ежедневные жертвы в изобилии приносились на алтари богини-коршуна Нехбет, богини-кобры Уаджит, солнечного бога Ра, в Святилище Юга и два других храма. Небольшие участки земли были пожалованы трём или четырём менее значимым божествам.
Во главе управления землями стояли как минимум два визиря (чати): Сехемкара и Урбауба. Сехемкара был сыном фараона Хафра, и это наглядно показывает, что потомки IV династии нисколько не утратили расположения фараонов V династии. Что касается Урбауба, то, как полагают исследователи, он происходил не из царского рода; Сахура, таким образом, продолжил начатую с начала V династии политику выдвигать на высокие государственные должности всё больше незнатных людей. Они в своих надписях не говорят ни о своих номах, ни о своих родах, их интересует только царская милость и служба. Цари осыпают их милостями при жизни, а по смерти заботятся об их погребении и поминовении.
Характерным обыкновением того времени у фараонов было награждать своих верных слуг саркофагом из казённых каменоломен, или жертвенной стелой, или фасадом гробницы для заупокойного культа, или участками земли, как источником средств для его поддержания.
Так, в маленькой гробнице того периода в Саккара Мариетт обнаружил каменную плиту в форме «ложной двери». Иными словами, это было каменное изображение двери, которое помещали перед погребальной камерой, чтобы дух умершего мог пройти сквозь неё и получить подношение пищи. Эта плита была сделана с бо́льшим мастерством, чем сама гробница, а сохранившаяся на ней надпись объясняет, почему так произошло. Гробница, о которой идёт речь, служила местом упокоения главного целителя по имени Сехметенанх. Надпись сообщает, что этот просвещённый человек попросил фараона Сахура даровать ему «ложную дверь» для гробницы, и тот выразил согласие. Царь приказал, чтобы дверь вырезали под надзором двух верховных жрецов Птаха в Мемфисе во дворе дворца. Птах был богом-покровителем резчиков по камню. Старый врач с гордостью сообщает:

«Работа по камню велась каждый день, и каждый день во дворе происходила проверка того, что было сделано в ней. Его величество сделал, чтобы была она раскрашена в синий [цвет]. Затем сказал его величество этому целителю: „Поскольку наслаждаются эти мои ноздри здоровьем [благодаря твоему искусству], и поскольку боги любят меня, да уйдёшь ты в своё последнее пристанище глубоким стариком в почёте“. После этого благодарил я царя много и восхвалял каждого бога за Сахура, ибо понимает он желания всего своего двора… И если любишь ты солнечного бога Ра, ты тоже будешь восхвалять бога каждого за Сахура, который сделал для меня это».

### Войны с ливийцами
Сахура проводил активную завоевательную политику в разных направлениях.
Он вёл большую войну с ливийцами, о которой рассказывают рельефы в его заупокойном храме. На этих рельефах изображены многочисленные захваченные в плен ливийские вожди, а также помещено изображение Аментит, богини запада, которая даёт фараону власть над техену (ливийцами). Надпись передаёт её речь, обращённую к Сахура: «Я отдаю тебе вождей Техену и всех других стран (запада)». На другом рельефе ливийский бог Аш приносит дары Сахура. Рядом помещены изображения пленников из ливийских племён бакет и ваш и говорится о захвате тысячных стад. Под множеством различных животных написано, что приведено было 123 440 голов рогатого скота, 223 400 ослов, 232 413 диких зверей, пойманных на охоте, и 243 688 овец, то есть в целом 822 941 животное. На другой картине Сахура собственноручно убивает пленного ливийского правителя, да ещё на глазах его жены и детей. Преемники Сахура считали себя повелителями не только Египта, но и Ливии.

### Походы в Финикию, Нубию и на Синайский полуостров
При Сахура продолжалось развитие Египта как морской державы. Рельефы и изображения на том же самом храме говорят и о другом походе, который был предпринят на кораблях, видимо, в Финикию, на что указывают захваченные в качестве пленников типичные по внешности азиаты и, привезённые в качестве добычи, сирийские медведи. Ещё дальше помещены изображения рядов иноземцев, названных общим именем сентиу. Между ними видны представителей племени иунут и ментиу, живущих на Синайском полуострове, или в пустынных областях Нижней Нубии.
О развитии торговых связей с Передней Азией может свидетельствовать сосуд с его именем найденный в Библе, а также трон с его надписью, обнаруженный в городе Дорак (Dorak) в Малой Азии (последний мог туда попасть позднее, в качестве многократных торговых обменов). Засвидетельствованы его действия и на южных рубежах Египта. В Нижней Нубии на скале рядом с деревней Томас было обнаружено имя фараона Сахура, которое, возможно, служит доказательством, что фараон послал экспедицию вверх по Нилу и она достигла второго порога. Оттиски его печатей найдены в Бухене. О двух его экспедициях свидетельствуют надписи: одна была направлена в диоритовые каменоломни к западу от Абу-Симбела, другая к золотым рудникам Вади ал-Гидами (Wadi al-Gidami) в восточной пустыне. Один из чиновников Сахура оставил надпись на острове Сехель, находящемся немного ниже первого порога, что свидетельствует о походах в Нубию.
Сахура совершил крупный поход на Синайский полуостров. На рельефах в Вади-Магхара он изображён дважды — в короне Верхнего Египта и в короне Нижнего Египта перед священным символом бога Упуаута, открывающего путь в завоёванные области Синайского полуострова. Далее мы видим Сахура, поражающего коленопреклонённых пленников, а помещённая тут же надпись гласит: «Великий бог, побивающий азиатов во всех странах». Палермский камень сообщает, что из Бирюзовых гор, находящихся на Синайском полуострове, было доставлено 6 000 весовых единиц бирюзы.

### Плавание в страну Пунт
От времени Сахура до нас дошли первые сведения о путешествии египтян в далёкую страну Пунт (территория в Восточной Африке), куда была направлена грандиозная морская экспедиция. Судя по официальной летописи Палермского камня, в последний год царствования Сахура из Пунта были привезены большие богатства: 80 000 мер мирры, 6000 весовых единиц сплава золота и серебра, а также 2600 стволов ценной древесины.

### Строительная деятельность
Из трёх грандиозных построек времени Сахура до наших дней более или менее сохранилась и исследована археологами только его пирамида с окружающими храмами. Однако из надписей мы знаем, что он строил, как и его предшественник Усеркаф, солнечный храм. В архитектуре этих храмов было много нового; они строились по одному плану — обширный передний двор, к которому примыкали культовые постройки, имел внушительных размеров жертвенник, а в глубине возвышался обелиск. Скорее всего, этот обелиск выполнял функции главного святилища. Солнечный храм Сахура носил название «Излюбленное место Ра». Из указания Палермского камня можно сделать вывод, что Сахура распорядился о сооружении солнечного храма и снабжении его пожертвованиями, уже в начале своего правления. В дальнейшем, упоминания об этом солнечном храме сохранились лишь в захоронениях пяти жрецов.
В современных Сахура деловых документах, например, папирусах Абусира или оттисках печатей, нет никаких упоминаний об этом храме, из чего можно сделать вывод, что он остался незаконченным. Ещё Людвиг Борхардт в начале XX века при своих раскопках пирамидального комплекса Ниусерра находил каменные блоки, помеченные названием солнечного храма Сахура, которые были использованы при строительстве южной части окружающей пирамиду стены. Это делает возможным предположить, что солнечный храм Сахура находился на том месте, где позднее Ниусерра распорядился соорудить свою пирамиду. Подтверждением этого могут также служить найденные между комплексом пирамиды Ниусерра и мастабы жреца Пташепсеса чехословацкими археологами в 1974 году многочисленные фрагменты обелиска из красного гранита, первоначально покрытого медью и, вероятно, также позолоченного. Борхардт там же нашёл также каменную платформу, которая могла служить постаментом для обелисков. Обелиски являются типичными составными частями солнечных храмов, и не могли иметь никакого отношения к заупокойным храмам при пирамидах.
Третье сооружение, о котором также известно только из надписей, носило название «Поднятие красоты Сахура до небес», но ни о том, где располагалось данная постройка, ни даже о каком виде сооружения вообще идёт речь, невозможно ничего сказать. Судя по тому, что известно о нём по надписям на сосудах с маслом, обнаруженных в заупокойном храме Неферефра, исследователи предполагают, что оно также располагалось в Абусире.
Сахура построил несколько городов, известны даже названия некоторых из них; так, на стенах святилища Исны один город назван Па-Сахура, то есть «Город Сахура».

## Погребальный комплекс Сахура

### Пирамида Сахура
Местом для своего погребения Сахура выбрал Абусир, к северу от Саккары, тем самым основав новый царский некрополь (впрочем, ранее уже Усеркаф строил здесь свой солнечный храм). Здесь Сахура приказал построить пирамиду, получившую название Ха-Ба («Восхождение души»). Имея основание с шириной боковой грани 78,1 метра и высоту 49,6 метра, она почти повторяет размеры погребального памятника Усеркафа; ныне она сильно разрушена и метров на 15 ниже, но точнее сказать трудно, поскольку, она примерно на четверть засыпана песком. 
По своему силуэту пирамида Сахура походит на ступенчатую пирамиду, какие были в моде несколько столетий раньше. Однако исследования выяснили, что по окончании строительства гробница Сахура имела вид «истинной» пирамиды с углом наклона стен чуть более 50°, а когда позднее с неё были сняты облицовочные плиты, блоки, использовавшиеся для «заполнения», обвалились, и ступени частично обнажились.
Пирамида Сахура была ограждена традиционной каменной стеной высотой 7,5 м и около 3 м шириной, которая защищала и заупокойный храм. 
Вход в пирамиду располагался с северной стороны на уровне внешней платформы. Сама система подземных покоев намечена сравнительно просто: коридор, облицованный известняковыми плитами, вёл в погребальную камеру. Погребальная камера находится на уровне основания, то есть в ядре постройки и точно под вершиной. Камера эта необычайно больших размеров (площадь — 12,6 × 3,15 метра, высота — 3,6 метра). 

В погребальной камере были найдены остатки базальтового саркофага; сейчас попасть в неё нельзя — потолок обвалился (а некоторые из потолочных блоков имеют более 10 метров в длину и весят более 50 тонн). 
В юго-западном углу ограды находилась пирамида-спутница, носящая, видимо, ритуальные функции. Площадь её основания составляла 15,7 × 15,7 метра, наклон стен — примерно 56°, высота — 11,6 метра; она была отделена собственной оградой. Вход в неё также был с северной стороны, а внутреннее устройство напоминало коридоры царской пирамиды.

### Нижний и верхний заупокойные храмы
Погребальный ансамбль пирамиды Сахура включал, как и любой другой, два храма, верхний и нижний, соединённые длинной мощёной церемониальной дорогой. 
Верхний храм, стоящий с восточной стороны пирамиды, был великолепным сооружением, состоявшим из трёх частей. 
Центральным элементом верхнего храма был продолговатый открытый двор со святилищем под навесом, державшимся на 16 гранитных колоннах с капителями в виде пальмовых листьев. Колонны были небольшими, высотой в 2,6 метра и весили, вероятно, не больше чем приблизительно 10 тонн каждая, но в чём заключается их особенная достопримечательность — то, что на протяжении их длины сужение с 91,2 см до 79,8 см происходит настолько точно, что нигде не отклоняется от нужного диаметра более чем на 8 миллиметров.  
Помимо всяческих обрядовых помещений, на оси двора, в глубине, находилась часовня, в пяти нишах которой стояли статуи фараона (число статуй фараона в эпоху IV династии варьировалось, но оно стало каноническим во времена V династии), а также 27 кладовых, каждая из которых представляла собой настоящий сейф с гранитной дверью. 
Пол храма вымощен базальтовыми плитами, а стены, как и стены предшествующего ему зала, покрыты белым известняком и украшены рельефами с батальными сценами, выполненными по распространённой схеме, изображавшей, как фараон покоряет ливийцев и азиатов, и враг оказывается поверженным к ногам царя. Причём поверхность этих росписей достигала фантастической цифры в 10 тыс. м², хотя сейчас от них сохранились лишь 150 квадратных метров. Притом, насколько можно судить по найденным фрагментам, они отличались чрезвычайно высоким уровнем художественного исполнения.
Восточную часть храма занимала передняя, от которой начиналась «восходящая» дорога длиной 235 м, ведущая к нижнему храму. 
Нижний храм состоял из двух сооружений разной высоты. 
Конструкция нижнего храма отличалась от конструкции аналогичных святилищ. Возведённый из камня, он имел два входа, расположенных перпендикулярно: один — на востоке, другой — на юге; к каждому из них от Нила вёл пандус. С восточной стороны пандус вёл к портику из 8 круглых колонн, выполненных из красного гранита; портик,  расположенный с южной стороны имел лишь 4 колонны, вырезанных из одинаковых гранитных монолитов. 
В западной части храма находился зал, потолок которого поддерживали две гранитные колонны с капителями в форме пальмовых листьев. Отсюда главная дорога (так называемая «восходящая» дорога) вела к верхнему храму. Сама эта дорога была, в сущности крытой галерей, ибо по обе стороны шла пятиметровая каменная ограда, нёсшая сплошное перекрытие с проёмами для света. Стены её были украшены рельефами.
В заупокойном храме Сахура, помимо прекрасных расписанных рельефов, обращает на себя внимание игра цветов камня различных пород: красного гранита, чёрного базальта, молочного алебастра, белого известняка. 
Удивительна также гениальная система стока дождевой воды: по желобам, имитирующим львиные головы, она попадала в облицованные медью бассейны. Оттуда вместе с прочими жидкостями, использовавшимися во время обрядов, она поступала в хитроумную систему подземной канализации.
Первым эту местность исследовал в 1830-х гг. Джон Перринг.

### Статуи Сахура
В погребальном ансамбле пирамиды Сахура было найдено несколько фрагментов статуй и сфинксов. Они изготовлены из алебастра, сланца и песчаника; часть их находится ныне в Египетском музее в Берлине. Единственное приблизительно полностью сохранившееся изображение Сахура — это превосходная статуя неизвестного происхождения, которая находится сегодня в Музеи Метрополитен в Нью-Йорке. Она изваяна из гнейса и имеет размеры 64 × 46 × 41,5 см. Слева изображён сидящий фараон, по правую руку от него стоит персонификация пятого (Коптосского) верхнеегипетского нома. Фараон одет в традиционную набедренную повязку, с головным платком немес; подбородок его украшает искусственная борода. Справа и слева от его ног соответственно были выгравированы его личное и хорово имена. Статуя первоначально предназначалась для Хефрена, властителя IV династии. Однако, стилистические тонкости, как например, черты лица, позволяют сделать вывод о том, что она не просто узурпировалась Сахура, а при Хефрене осталась неоконченной и была доделана позже уже при Сахура.

### Культ Сахура
Сахура пользовался большим почётом и в последующие периоды египетской истории. Для поддержания его загробного культа были выделены 22 земельных надела, сборы с которых шли на обеспечение снабжения его храмов пожертвованиями. Похоже, что далёким потомком Сахура был фараон XII династии Среднего царства Сенусерт I, который распорядился изготовить и установить в храме Карнака статую Сахура и назвал его своим предком.
Во время Нового царства фараоном XVIII династии Тутмосом III имя Сахура было помещено в, так называемый Карнакский царский список. В этом списке, в отличие от других списков фараонов, перечисляются не все цари, а только те, которым, по мнению Тутмоса III, следует приносить пожертвования. Как видно из сказанного ранее, культ Сахура продолжал процветать и в Среднее и в Новое царства.
В числе многочисленных памятников, отреставрированных по всей стране во время XIX династии царевичем Хаэмуасом, сыном Рамсеса II, была, как показывают надписи, и пирамида Сахура. Храм пирамиды использовался во время XXVI династии как святыня львиноголовой богини Сохмет. Имя Сахура почиталось ещё при Птолемеях, и ему воздавались божественные почести в особом храме в Мемфисе.
| V династия              |                                                                          |                             |
| Предшественник: Усеркаф | фараон Египта ок. 2496 — 2483 до н. э. (правил приблизительно 12—13 лет) | Преемник: Нефериркара Какаи |